# Pljančor
Plançor en albanais et Pljančor en serbe latin (en serbe cyrillique : Пљанчор) est une localité du Kosovo située dans la commune/municipalité de Gjakovë/Đakovica, district de Gjakovë/Đakovica (Kosovo) ou de Pejë/Peć (Serbie). Selon le recensement kosovar de 2011, elle compte 613 habitants.

## Démographie

### Évolution historique de la population dans la localité
| 1948 | 1953 | 1961 | 1971 | 1981 | 1991 | 2011 |
| ---- | ---- | ---- | ---- | ---- | ---- | ---- |
| 168  | 217  | 280  | 413  | 498  | 523  | 613  |

|  |

### Répartition de la population par nationalités (2011)
En 2011, les Albanais représentaient 78,95 % de la population et les Égyptiens 20,72 %.